# 龙台镇 (安岳县)
龙台镇，是中华人民共和国四川省资阳市安岳县下辖的一个乡镇级行政单位。2019年12月，撤销白水乡和偏岩乡，将其所属行政区域划归龙台镇管辖。

## 行政区划
龙台镇下辖以下地区：
兴龙社区、玉龙社区、龙滕社区、丝绸社区、花沟村、中坝村、花石村、大土村、塔湾村、茗山村、米筛村、禾麻村、黑滩村、藕塘村、马头村、大桥村、花果村、天灯村、石笋村、沙石村、花墙村、玉池村、双岗村、石壁村和桥墩村。